# Thomas Louis Peter Couvreur
Thomas Louis Peter Couvreur est un botaniste français né en 1979 à Canberra en Australie. Il développe des recherches en botanique tropicale, spécialement sur la famille des Annonaceae et des palmiers (Arecaceae/Palmae). On lui doit la co-découverte de Sirdavidia solannona et de Mwasumbia alba.
Il est actuellement directeur de recherche à l'Institut de recherche pour le développement à Montpellier.